# Metamorphosis (album d'Hilary Duff)
Pour les articles homonymes, voir Metamorphosis.
Albums de Hilary Duff
Santa Claus Lane
(2002) Hilary Duff
(2004)
Singles
1. So yesterday
Sortie : 29 juillet 2003
2. Come clean
Sortie : 20 janvier 2004
3. Little voice
Sortie : 15 juin 2004

Metamorphosis est le deuxième album studio de l'actrice et chanteuse pop rock américaine Hilary Duff, sorti le 26 août 2003.

## Titres
| No  | Titre                | Durée |
| --- | -------------------- | ----- |
| 1.  | So yesterday         | 3:35  |
| 2.  | Come clean           | 3:35  |
| 3.  | Workin it out        | 3:15  |
| 4.  | Little Voice         | 3:03  |
| 5.  | Where Did I Go Right | 3:52  |
| 6.  | Anywhere But Here    | 3:32  |
| 7.  | The Math             | 3:19  |
| 8.  | Love Just Is         | 4:02  |
| 9.  | Sweet Sixteen        | 3:08  |
| 10. | Party Up             | 3:52  |
| 11. | Metamorphosis        | 3:28  |
| 12. | Inner Strength       | 1:34  |
| 13. | Why Not              | 3:00  |
| 14. | Girl Can Rock        | 3:05  |

## Singles
- Singles issus de l'album : So yesterday, Come clean et Why not (pour la promotion du film Lizzie McGuire) mais seulement dans certains pays.
- Come clean est la chanson thème de l'émission de télé-réalité américaine Laguna Beach : The Real Orange County.